# M20
Мъглявината Трифида (категоризирана като M20 и NGC 6514) е област от йонизиран водород, разположен по посока на съзвездието Стрелец. Името на мъглявината означава „разделена на три“. Разположена на 5200 светлинни години от нас, мъглявината Трифида в Стрелец е открита през 1764 година от Шарл Месие и е записана в неговия каталог под номер 20. Тази мъглявина с магнитуд 9” има дифузна и емисионна част. Червената емисионна мъглявина с нейния млад звезден куп в центъра е заобиколена от синя дифузна мъглявина, която си личи много добре в десния край на снимката. На небето мъглявината Трифида е разположена на 2 градуса северозападнмо от М8 (мъглявината Lagoon), което ги прави отлични мишени за астрофотографите.

## Наблюдения
На снимките на Трифида, правени с телескопа Хъбъл, е открит плътен газово-прахов облак, който представлява същинска звездна „ясла“.
Струята, която се наблюдава на снимките на Трифида, е с дължина от 75 св.г. и представлява остатък от протозвезда, изхвърлен на последния етап от гравитационния ѝ колапс. Източникът му е млада звезда от вътрешността на облака. Осветява се от звездите от облака. Наблюдения с инфрачервения телескоп Спицър разкриват 30 протозвезди и други 120 млади звезди, които не светят във видима светлина.
- Трифида, наблюдавана с телескопа Хъбъл
- Мъглявината Трифида през CCD-то на Спицър
- Струя от междузвездно вещество